# Gianmarco Tamberi
Gianmarco Tamberi (* 1. Juni 1992 in Civitanova Marche) ist ein italienischer Hochspringer. Mit 2,39 m hält er den italienischen Freiluftrekord im Hochsprung. Tamberi wurde 2021 Olympiasieger und 2023 Weltmeister. Er gehört zur Gruppi Sportivi Fiamme Gialle, einer Sportfördergruppe der Guardia di Finanza, und wurde lange Zeit von seinem Vater Marco Tamberi trainiert.

## Sportliche Laufbahn
Tamberi nahm an den Jugendweltmeisterschaften 2009 in Brixen und an den Juniorenweltmeisterschaften 2010 in Moncton teil, verpasste jedoch jeweils den Finaleinzug. Einen ersten internationalen Achtungserfolg erreichte er bei den Junioreneuropameisterschaften 2011 in Tallinn, als er mit persönlicher Bestleistung von 2,25 m die Bronzemedaille gewann. Bei den Europameisterschaften 2012 in Helsinki belegte er mit übersprungenen 2,24 m den fünften Platz. Kurz darauf konnte er sich bei seinem Sieg bei den Italienischen Meisterschaften in Brixen auf 2,31 m steigern. Bei den Olympischen Spielen in London kam er nicht über eine Höhe von 2,21 m hinaus und scheiterte somit bereits in der Qualifikation.
2013 wurde Tamberi bei den Halleneuropameisterschaften in Göteborg mit 2,29 m Fünfter und bei den Mittelmeerspielen in Mersin mit 2,21 m Sechster. Bei den U23-Europameisterschaften in Tampere schied er mit 2,17 m in der Qualifikation aus. 2014 reichten ihm 2,22 m, um zum zweiten Mal Italienischer Meister zu werden. Bei den Europameisterschaften in Zürich belegte er mit 2,26 m den geteilten siebten Rang.
Bei den Halleneuropameisterschaften 2015 in Prag wurde Tamberi mit 2,24 m Siebter. In der Freiluftsaison stieß er dann in die absolute Weltspitze vor. Zunächst verbesserte er beim Hochsprung-Meeting mit Musik in Köln den italienischen Rekord seines Konkurrenten Marco Fassinotti um einen Zentimeter auf 2,34 m. Als Zweiter beim London Grand Prix und Dritter bei der Stockholmer DN Galan erzielte er außerdem seine ersten Podestplatzierungen in der IAAF Diamond League. Wenige Tage später steigerte er beim Internationalen Hochsprung-Meeting Eberstadt den italienischen Landesrekord zunächst auf 2,35 m und schließlich auf 2,37 m. Bei den Weltmeisterschaften in Peking konnte er allerdings nicht an diese Leistungen anknüpfen und belegte lediglich den achten Platz mit einer übersprungenen Höhe von 2,25 m.
Am 4. Februar 2016 verbesserte Tamberi bei seinem Sieg beim Hochsprung-Meeting in Banská Bystrica den italienischen Hallenrekord um einen Zentimeter auf 2,35 m. Der bisherige alleinige Rekordhalter Marco Fassinotti erreichte im selben Wettkampf dieselbe Höhe. Wenige Tage später steigerte Tamberi den Rekord in Hustopeče auf 2,38 m und übernahm zugleich die alleinige Führung in der Weltjahresbestenliste. Bei den Hallenweltmeisterschaften in Portland feierte er seinen ersten Titelgewinn bei internationalen Meisterschaften. Mit übersprungenen 2,36 m gewann er die Goldmedaille vor dem Briten Robert Grabarz und dem US-Amerikaner Erik Kynard (beide 2,33 m). Bei den nationalen Meisterschaften in Rieti gewann er mit 2,36 m seinen dritten italienischen Meistertitel. Auch bei den Europameisterschaften in Amsterdam setzte Tamberi sich durch. Hier reichten ihm 2,32 m zum Sieg vor Robert Grabarz und den beiden Drittplatzierten Chris Baker und Eike Onnen. Wenige Tage später verbesserte er seinen Landesrekord beim Herculis in Monaco auf 2,39 m. Allerdings zog er sich bei dem Wettkampf eine Bänderverletzung im Sprungfuß zu, die seine Teilnahme an den Olympischen Spielen in Rio de Janeiro verhinderte.
2021 gewann er bei den Halleneuropameisterschaften in Toruń mit Saisonbestleistung von 2,35 m die Silbermedaille hinter dem Weißrussen Maksim Nedassekau. Beim Hochsprungwettbewerb der Olympischen Sommerspiele in Tokio hatten Tamberi und der Katari Mutaz Essa Barshim beide gleich viele Versuche nach übersprungenen 2,37 m und dreifach missglückten Sprüngen über 2,39 m. Ein Offizieller des IOC fragte beide, ob sie die Regeln kennen, dass ein Stechen mit einem letzten Sprung den Olympiasieger küren könne. Auf die Frage von Barshim, ob die guten Freunde beide mit der Goldmedaille ausgezeichnet werden können, bestätigte dies der Kampfrichter und der Wettkampf endete mit zwei Olympiasiegern. Tamberi sprang Barshim glücklich in die Arme. Tamberi äußerte in einem Interview nach der Entscheidung, er „hätte [s]eine Medaille niemals mit jemand anderem geteilt“ außer mit Barshim, da beide gut befreundet wären und beide dieselbe Verletzung durchgemacht hätten. Im Jahr darauf gewann er bei den Hallenweltmeisterschaften in Belgrad mit 2,31 m die Bronzemedaille hinter dem Südkoreaner Woo Sang-hyeok und Loïc Gasch aus der Schweiz. Bei den Europameisterschaften 2022 in München wurde er Europameister mit 2,30 m.
In den Jahren 2012, 2014, 2016 sowie 2018 und 2020 wurde Tamberi italienischer Meister im Hochsprung im Freien sowie 2016, 2019 und 2021 auch in der Halle.
Bei der Team-Europameisterschaft im Rahmen der Europaspiele 2023 gewann er mit 2,29 m die Goldmedaille. Bei den Weltmeisterschaften 2023 in Budapest gewann er die Goldmedaille im Hochsprung. 2024 siegte er bei den Europameisterschaften 2024 in Rom mit einer Höhe von 2,37 m.
Für die Eröffnungsfeier der Olympischen Sommerspiele 2024 in Paris wurden Tamberi und die Florettfechterin Arianna Errigo zu Fahnenträgern ihrer Nation ernannt.

## Persönliche Bestleistungen
- Hochsprung: 2,39 m, 15. Juli 2016 in Monaco (italienischer Rekord)
- Hochsprung (Halle): 2,38 m, 13. Februar 2016 in Hustopeče (italienischer Rekord)

## Privates
Tamberi heiratete am 1. September 2022 Chiara Bontempi. Am 14. August 2025 wurden beide Eltern einer Tochter.